# 约翰·布罗德斯·华生
约翰·布罗德斯·华生（英語：John Broadus Watson，1878年1月9日—1958年9月25日）是一位美國心理學家，通过动物行为研究而创立了心理学行為主義学派，強調心理學是以客觀的態度去研究外在可觀察的行為。華生認為，人的所有行為性格都是后天习得，他以宣称能将任意一打健全的婴儿用适当的行为技术创造成想要的任何类型的人而著称。他还进行了有争议的“小艾伯特实验”。后来，他继续发表儿童教育方面的心理学普及读物，并成为广受欢迎的广告设计者。

## 早年生活
约翰·华生出生在美国南卡罗来纳州的格林维尔附近，父亲是一位性情暴躁的小农场主，母亲是虔诚的美南浸信会信徒。13岁时父亲抛弃家庭，与一个女人私奔。于是母亲卖掉农场，搬到市内居住。来自乡村的华生经常受到同学的嘲弄，使他情绪低落，“从未有哪一门课及格过”，而且曾经两次被捕，一次是因为暴力争斗，还有一次是因为在城内鸣枪。16岁时，他请求面见当地美南浸信会的福尔曼大学的校长，得以进入该校。起初他按照母亲的希望，选修神学，但是不久就放弃了。华生在大学期间开始认真学习，5年后（21岁）获得硕士学位。毕业之后，华生担任了一年只有一个班级的小学校长。那时，他听说自己过去的哲学教授戈登·摩尔改去芝加哥大学任教，于是写信向芝加哥大学校长威廉·瑞恩尼·哈柏自荐，请求免费入学，同时又请福尔曼大学的校长写了一封特别推荐信。哈柏校长录取了华生，开始时华生师从约翰·杜威学习哲学，但是不久华生发现自己真正感兴趣的是心理学，于是决定转系，将导师换成功能主义心理学家詹姆斯·罗兰·安吉尔（James Rowland Angell）和生理学家亨利·唐纳森（Henry Donaldson）。他也受到了激进的生物学家雅克·洛布狗脑生理学研究的影响。当然，华生在芝加哥必须自谋生路，必须同时打几份零工养活自己：在心理学系看门，在实验室照管白鼠，在宿舍当服务员。
杜威、安吉尔、唐纳森和洛布的综合影响，使得华生發展起一种高的描述性的、客观的行为分析，后来称为“行为主义”。通常认为华生的行为主义是由历史上英国经验主义衍生而来，特别是受到了约翰·洛克观点的影响。但是，华生本人不同意上述观点，他的科学哲学更准确的说应该追溯到实验生理学的历史，通过洛布受到的影响。伊万·米哈伊洛维奇·谢切诺夫（1829-1905）和弗拉基米尔·米哈伊洛维奇·别赫捷列夫（1857-1927）对反射的研究，对约翰·华生产生了特别的影响。华生后来对伊万·巴甫洛夫（1849-1936)的工作非常感兴趣，后来在他的通俗作品中包括了巴甫洛夫原理的一个高度简化的版本。

## 动物行为与学位论文
1903年，约翰·华生毕业于芝加哥大学。他的毕业论文《动物教育：白鼠心理发展与其神经系统发育的实验研究》，是第一部关于白鼠行为的现代科学著作。这部著作被心理学史学家唐纳德·Dewsbury形容为“发展精神生物学的杰作”。《动物教育》一书描述了不同年龄白鼠大脑的髓鞘化与学习能力之间的关系。华生指出，大脑髓鞘化的程度与学习能力基本无关。华生留在芝加哥大学数年之久，研究感觉输入、学习与鸟类行为之间的关系。

## 行为主义
1913年，华生發表了一篇重要的文章《从行为主义者看心理学》--或称《行为主义者宣言》，在这篇文章中，华生概述了他新的心理哲学的主要特征，称为“行为主义”。文章的第一段简明扼要地描述了华生的行为主义立场：

根据行为主义观点，心理学是一门完全客观的实验性的自然科学。它的理论目标是预报和控制行为。"内省"并不是构成它最内核的部分，其资料也不具备充分的科学价值，来解释意识。行为主义者在研究动物反应的努力中，认识到人与动物之间并没有分界线。人的行为，连同其所有的精巧与复杂，只构成行为主义者的总体研究计划的一部分。

值得注意，《宣言》没有提及具体的行为原理。1913年，华生认为伊万·巴甫洛夫的条件反射主要是控制腺体分泌的生理学机理。他拒绝爱德华·桑代克的“效果律”，伯尔赫斯·弗雷德里克·斯金纳的“强化疗法”reinforcement 原理的前身，由于华生相信主观因素是不必要的，直到1916年，华生才承认巴甫洛夫理论具有普遍意义，并作为美国心理学会会长演说的主题。由于缺少行为的具体机制，使得华生的同事将《行为主义者眼中的心理学》当作缺少科学根据的哲学思考。这篇文章直到被1950年代的心理学导论教材所广泛引用，才被心理学家所广泛了解。这篇文章还为应用心理学的客观科学的地位进行强烈辩护，当时认为其地位远远低于已确立的构造主义实验心理学。
在这篇文章中，还介绍了华生的思维理论包括"默读言语"。不过，由于是出现在一系列延伸的注释中，而不是在正文中，这更多的是事后的考虑。华生似乎增加了注释
作为行为主义者，华生强调人在规定情境下的外部行为及其反应，而不是内部的精神状态。根据他的主张，只有行为和反应的分析才是洞悉人类行为的客观方法。
华生的激进行为主义包括4个假设。第一个假设是进化“连续主义”Continuism。这暗示行为的法则既可应用于人类也可应用于动物。因此我们可以将动物研究作为复杂的人类反应的简单模型。第二个假设称为“简化论”reductionism，就是说所有行为都与生理学有关。这意味着我们是生物有机体对外界影响作出反应。第三个假设是决定论。这是说我们不是随意行动，而是对外部刺激进行规定方式的反应。最后一项是实证论。这就是说，心理学只应研究可观察的外显行为的研究，而不应包括内省或自我分析。

## “一打婴儿”的名言
华生对夸张的嗜好损害了他的科学研究。他最著名的一段言论，是夸耀他能够将任意12名人类婴儿，并且使用行为技术，创造成他所想要的任何类型的人（“乞丐和窃贼”）。当然，他承认这一断言远远超出了方法和数据—但是，其他人对于遗传的力量胜过行为的类似的夸张说法已经有数千年历史：

|  | 给我一打健全的婴儿，把他们带到我独特的世界中，我可以保证，在其中随机选出一个，训练成为我所选定的任何类型的人物 – 医生、律师、艺术家、巨商人，或者乞丐、窃贼，不用考虑他的天赋、倾向、能力，祖先的职业与种族。我承认这超出了事实，但是持相反主张的人已经夸张了数千年。(1930) |

最后一句通常被省略，使得华生看起来比事实上更为激进。实际上，华生在早期确实进行了广泛的动物本能行为的“动物行为学”ethology研究，尤其是海鸟。不过，华生在先天与后天辩论中，坚定地站在后天一边。

## 儿童养育观
尽管他在许多通俗杂志上发表了许多儿童养育的文章，和《婴幼儿的心理照顾》（1928年）一书，后来他后悔在此领域的写作，表示他这方面的知识并不充分。华生劝告说对待儿童要尊重，但是要超脱情感因素，因此受到严厉的批评。但是这一观点并非华生所独有。心理分析思想家担心，童年时期过分的情感依恋将导致过度依赖成人。
华生本人与两任妻子所生的孩子都根据他的理论养大。这些孩子成人后都受到抑郁症的困扰，不止一人尝试自杀，最后一人丧命。

## 外遇
在华生努力推广行为主义的同时，他的婚姻生活却并不顺利，在一封写给导师安吉尔的信中他声称“玛丽已经不再关心我了。”在此之后，华生与他的学生罗莎莉·雷纳坠入爱河。终于在1920年，华生决定离开原来的妻子玛丽，并于之后跟罗莎莉·雷纳结婚。这在当时引起了不小的轰动，巴尔的摩太阳报甚至刊登了15封华生写给罗莎莉的情书。这场风波断送了华生的学术生涯，他被迫从约翰霍普金斯大学辞职，并且被其他大学拒之门外。许多学术同事纷紛指责华生的行为，甚至包括他的导师安吉尔，只有爱德华·铁钦纳对他表示同情。在此之后，华生转向了广告业，并且开始在广告中应用心理学。

## 小艾伯特实验
华生和雷顿进行的小艾伯特实验，是心理学中最具争议性的实验之一。这个不朽的实验被记载在心理学教科书中。

## 晚年
1936年，华生停止写普及读物，在65岁时从广告业退休。罗莎莉·雷纳已经在1935年，36岁时去世。他在晚年和一位女伴居住在一个农场。在医生的劝告下，华生戒除了酒瘾，在晚年身体健康。他在1958年去世，享年80岁，去世前不久，美国心理学会表彰了他对心理学的贡献。